# Dyspanopeus
Dyspanopeus (лат.) — род крабов из семейства Panopeidae надсемейства Xanthoidea, состоящий из двух видов:
- Dyspanopeus sayi (Smith, 1869)
- Dyspanopeus texanus (Stimpson, 1859)

Оба вида ранее включались в род Panopeus, но в 1986 году были выделены в отдельный род, на основе формы их плеопод, которые заметно отличаются от таковых у представителей Panopeus и других родов.